# Kleiner Hantelnebel
Der kleine Hantelnebel (auch als Messier 76 oder durch NGC 650 und NGC 651 bezeichnet) ist ein planetarischer Nebel im Sternbild Perseus am Nordsternhimmel mit einer scheinbaren Helligkeit von 10,1 mag.
Der hellere Kernbereich, der auch als „Korken“ bezeichnet wird, misst 1,45' × 0,7' Bogenminuten. Der etwas schwächere äußere Teil hat knapp die doppelte Ausdehnung. Wegen dessen Form wird das Objekt Schmetterlingsnebel oder kleiner Hantelnebel genannt. Ganz außen herum befindet sich ein Halo, der aus jenem Gasmaterial besteht, welches der Stern bereits lange vor der Explosion in seiner Phase als Roter Riese abgegeben hatte. Dieser ist knapp 4,8 Bogenminuten groß. Diesem Wert entspricht in der Entfernung des Nebels eine absolute Ausdehnung von etwa 21 Lichtjahren.
Der Zentralstern, der sich durch die Explosion in einen Weißen Zwerg verwandelt hat, weist eine Temperatur von 140.000 Kelvin, möglicherweise auch von 208.000 Kelvin auf. Er erscheint zwar einem Mehrfachstern zugehörig, jedoch haben Aufnahmen mit dem Hubble-Weltraumteleskop gezeigt, dass die 1,4 Bogensekunden entfernte südliche Komponenten sich räumlich nicht in der Nähe befinden.

## Entdeckung und Einordnung
Der französische Astronom Pierre Méchain entdeckte den Nebel am 5. September 1780 und berichtete dies Charles Messier, der ihn kurz darauf selbst beobachtete, die Position genau bestimmte und in seinem Katalog als 76. Objekt verzeichnete. Messier vermerkte darin, dass die Positionsbestimmung ihm nur unter Schwierigkeiten gelang – er ist einer der lichtschwächsten Nebel des Katalogs – und die unterschiedlichen Resultate beider Beobachtungen: Méchain hatte einen Nebel ohne Sterne erkannt, während Messier eine Vielzahl von Sternen wahrnahm.
Auch in der Folgezeit blieb trotz Fortschritte in den Beobachtungen das Bild noch lange uneinheitlich. So sah Wilhelm Herschel im Jahr 1787 mit seinem deutlich leistungsfähigeren Teleskop in dem Objekt zwei überlappende Nebel, die er in seinem Katalog separat verzeichnete, während James Challis in Beobachtungen mit dem Northumberland Telescope ihm 1842 eine „sprangled appearance“ (en : gesprenkelte/zerzauste Erscheinung) zuschrieb und William Henry Smyth zwei überlagerte Sterne feststellte. Mithilfe einer Spektralanalyse konnte William Huggins – ein Pionier auf dem Gebiet – im Jahr 1866 zeigen, dass beide Nebelbereiche durch Gasmassen gebildet wurden. Lord Rosse mit seinen seinerzeit weltgrößten Teleskopen sah im gleichen Jahr bei einer ersten Beobachtung einen ähnlich einer Sichel geformten Spiralnebel, stellte darin zwei helle Knoten fest, die Herschel als Doppelnebel interpretiert hatte, und fertigte eine Zeichnung davon an; bei einer zweiten Beobachtung kurz darauf beschrieb er ihn als einen Knoten aufweisenden „curved nebula“ (en : gebogenen Nebel). In dem 1888 erstellten New General Catalogue of Nebulæ and Clusters of Stars ist er mit zwei Einträgen wieder als Doppelnebel beschrieben.
Eine erste Fotografie gelang pionierhaft Isaac Roberts im Jahr 1891. Sie zeigten, dass es sich tatsächlich nur um einen Nebel handelt, mit dichteren Nebelflecken an beiden Enden, in der Mitte ein Stern von 14 mag – die Erscheinung vermutlich von einem breiten ringförmigen Nebel herrührt, aus einem flachen Winkel betrachtet. Anhand weiterer, mit dem Crossley-Reflector erstellten Aufnahmen konnte Heber Doust Curtis den Nebel im Jahr 1918 als Planetarischen Nebel einordnen und zusammen mit anderen Planetarischen Nebel eine umfassende Erklärung für deren Gestalt liefern; zudem bestimmte er die Helligkeit des Zentralsterns nun mit 16 mag. Eine spätere Studie von Rudolph Minkowski und Donald Edward Osterbrock mithilfe von Aufnahmen durch das 5 Meter durchmessende, damals weltgrößte Hale-Teleskop unter Verwendung von Linienfilter bestätigte die Ringstruktur und zeigte zudem daran ansetzende dünne Schalen.

## Entfernung
Nachdem Herman Zanstra im Jahr 1931 eine Erklärung für die Physik von Planetarischen Nebel gefunden hatte – durch eine sehr hohe Oberflächentemperatur strahlt der nur scheinbar schwach leuchtende Zentralstern überwiegend unsichtbar im Ultraviolett, ionisiert mit dieser Strahlung den Nebel und bringt ihn so zum Leuchten –, nutzte er die entdeckten Zusammenhänge für eine erste Entfernungsabschätzung: Für eine angenommene Oberflächentemperatur des Zentralsterns von 110.000 Kelvin errechnete er eine Entfernung von 1.200 Parsec, für 85.000 Kelvin eine Entfernung von 1.650 Parsec.
Die Entfernung blieb lange Zeit unsicher: Es wurden eine Reihe weitere Methoden entwickelt, die beispielsweise anhand von Emissionen, intrastellaren Absorptionen, der Ausdehnung des Nebels und der Kalibrierung von daraus erstellten Skalen an bekannten Entfernungen eine Entfernungsabschätzung ermöglichten – und so neben dazwischen liegenden Werten auch Entfernungswerte von 500 Parsec und 3.600 Parsec ergaben. Erst im Jahr 2021 gelang eine trigonometrische Parallaxenmessung mithilfe des darauf spezialisierten Satelliten Gaia nach mehrjährigen Vermessungen, wodurch eine Entfernung von 1.359 + 197−169 Parsec bestimmt wurde. Die nachfolgende Tabelle gibt eine zeitlich geordnete Übersicht über die verschiedenen Entfernungsbestimmungen.
| Jahr | Entfernung (Parsec) | Autor(en)               | Methode |
| ---- | ------------------- | ----------------------- | --- |
| 1931 | 1200 1650           | Zanstra                 | Für eine Zentralsterntemperatur von 110.000 K oder 85.000 K                                                        |
| 1937 | (< 4570)            | Berman                  | Entfernung wahrscheinlich überschätzt.                                                                             |
| 1956 | 820                 | Schklowski              | Nach G. O. Abell                                                                                                   |
| 1962 | 537                 | O’Dell                  | Hβ-Emissionslinie                                                                                                  |
| 1966 | 613                 | Abell                   | Variante der Methode von Schklowski                                                                                |
| 1968 | 595                 | Gordon                  | Variante der Seaton-Skala basierend auf Hβ-Emission                                                                |
| 1971 | 670                 | Cahn, Kaler             | Berücksichtigt Hα- und Hβ-Strahlung, Radius und Absorption durch galaktische Staubverteilung                       |
| 1978 | 1200 1100           | Acker                   | Entfernungsbestimmung anhand der Kinetik und Kombination mit vorherigen Entfernungsbestimmungen                    |
| 1984 | 820                 | Amnuel et al.           | Beziehung Oberflächenhelligkeit bei 5 GHz und Radius                                                               |
| 1984 | 700                 | Maciel                  | Beziehung zwischen ionisierter Masse und Radius                                                                    |
| 1992 | 739                 | Cahn et al.             | Basierend auf Hα-, Hβ-, HeII- und 5-GHz-Emission                                                                   |
| 1994 | 1300                | van de Steene, Zijlstra | Zusammenhang von „radio continuum brightness temperature“ und Radius                                               |
| 1995 | 1560                | Zhang                   | Mittelwert aus Entfernungsbestimmung mittels ionisierte Masse und „radio continuum surface brightness temperature“ |
| 1995 | 1550                | Napiwotzki, Schönberner | Zudem kinetisches Alter 6200 Jahre                                                                                 |
| 1996 | 780                 | Pottasch                | Berücksichtigt Wechselwirkung von Gravitation und Spektrum                                                         |
| 1997 | 650                 | Mal'Kov                 | Anhand einens selbstkonsistenten Modells                                                                           |
| 1998 | 3600                | Tajitsu, Tamura         | Anhand von Helligkeitsdaten des Infrared Astronomical Satellite                                                    |
| 2000 | 500                 | Cazetta, Maciel         | Beziehung von Masse des Zentralstern zu N/O-Vorkommen                                                              |
| 2008 | 748                 | Stanghellini et al.     | Skalenkalibrierung anhand der Magellanschen Wolke                                                                  |
| 2010 | 1436                | Stanghellini, Haywood   | Beziehung von Oberflächenhelligkeit und Nebelradius, kalibriert an der Magellanschen Wolke                         |
| 2016 | 1380                | Frew et al.             | Beziehung von Hα-Oberflächenhelligkeit und Nebelradius                                                             |
| 2021 | 1359                | Chornay, Walton         | Parallaxenmessung mittels des Satelliten Gaia, EDR3                                                                |

## Alter und Kinematic
Bereits im Jahr 1938, gestützt auf die kurz zuvor von Zanstra gefundene Erklärung für Planetarische Nebel, nahm Fred Whipple eine Altersbestimmung für eine Reihe der Nebel vor, erhielt aber dabei für NGC 650-1 ein Alter von 360.000 Jahren, das ihm allerdings unzutreffend schien. Er nutzte dabei die von Zanstra beschriebene Expansion des Nebels, deren Geschwindigkeit von 6 km/s sich anhand der Dopplerverschiebung der Emissionslinien der Gase des Nebels bestimmen ließ. Aus der Rechnung, wie lange es bei dieser Expansionsgeschwindigkeit dauern würde, bis der Nebel seine jetzige Größe erreicht, ließ sich das Alter bestimmen. Die Größe des Nebels ermittelte er hierfür aus der Winkelausdehnung von 100 Bogensekunden und der Entfernungsabschätzung von 4.570 Parsec durch Berman – welche allerdings Berman selbst bereits zu hoch erschien.
Nach der gleichen Methode, aber mit anderen Werten für Entfernung, Winkelausdehnung und Expansionsgeschwindigkeit erfolgten weitere Altersbestimmungen. Paris Pişmiş und ihre Tochter Elsa Recillas-Cruz ermittelten im Jahr 1984 mit einer Expansionsgeschwindigkeit von etwa 40 km/s für die angenommenen Entfernungen von 600 Parsec und 1.200 Parsec so ein Alter von 1.800 oder 3.600 Jahre. Aufgrund der betrachteten Strukturen, die nicht an den Punkten maximaler Ausdehnung liegen, hielten Recillas-Cruz und Pişmiş jedoch auch ein höheres Alter für möglich. Ralf Napiwotzki und Detlef Schönberner errechneten im Jahr 1995 mit dem Ergebnis ihrer Methode zur Entfernungsbestimmung von 1.550 Parsec, einer Winkelausdehnung von 67 Bogensekunden und einer Expansionsgeschwindigkeit von wiederum rund 40 km/s ein Alter von 6.200 Jahren. Neuere Analysen unter Verwendung von Infrarotaufnahmen des Spitzer-Weltraumteleskops und des Herschel-Weltraumteleskops kommen für eine angenommene Entfernung von 1.200 Parsec auf 6.000 und 8.000 Jahre.
Detaillierte Studien der Kinematik des Nebels bestätigten kurz darauf das Vorkommen verschiedener Geschwindigkeiten und zeigten weitere Strukturen.
Die Polkappe bzw. Halo könnte ein Alter von 80.000 Jahren aufweisen.

## Beobachtbarkeit

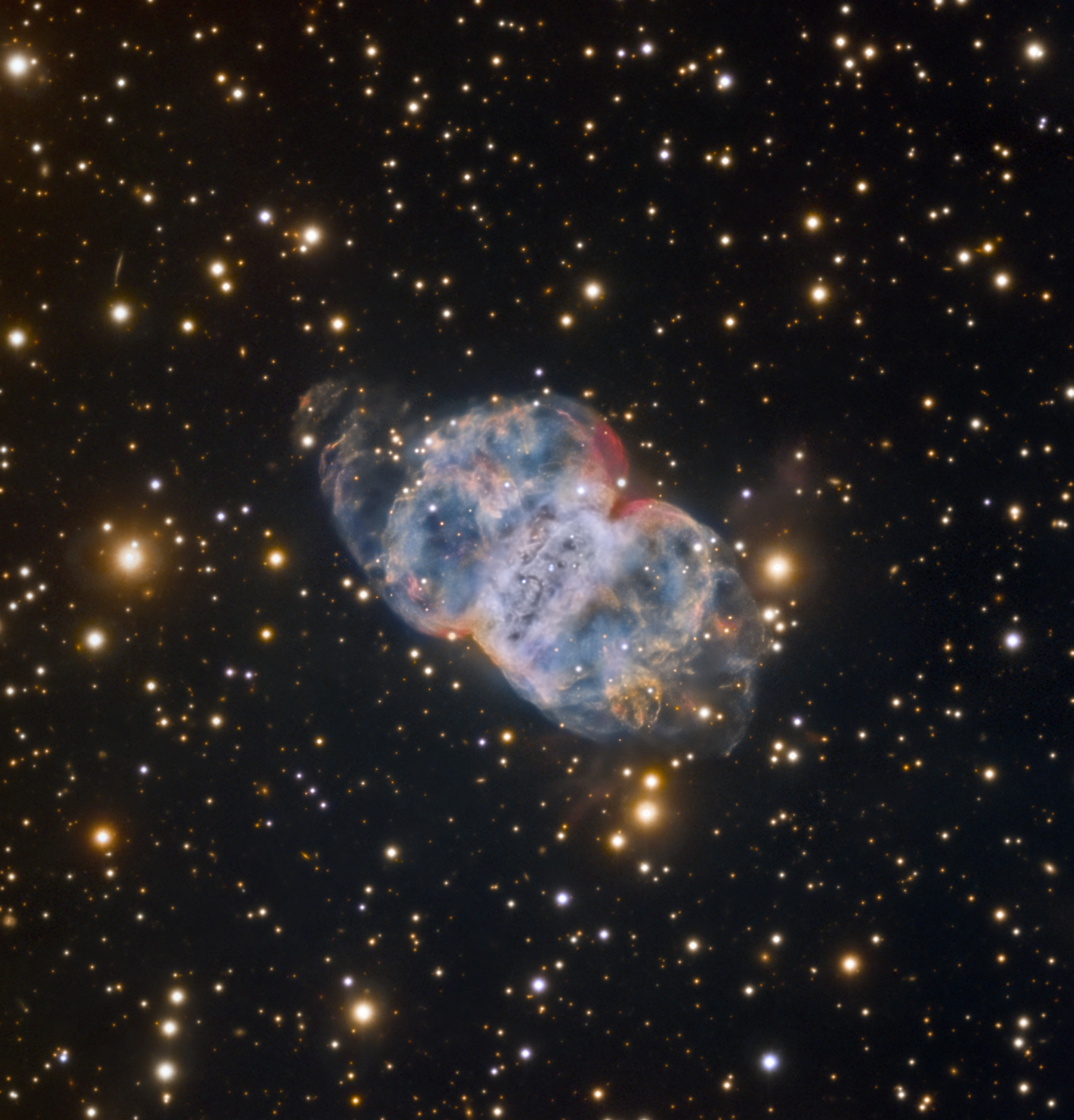
Aufnahme mit einem erdgebundenen Observatorium, dem Liverpool Telescope